# Дејтон (Ајдахо)
Дејтон (енгл. Dayton) град је у америчкој савезној држави Ајдахо.

## Демографија
По попису из 2010. године број становника је 463, што је 19 (4,3%) становника више него 2000. године.
| Група             | 2000.       | 2010.       |
| Белци             | 431 (97,1%) | 424 (91,6%) |
| Афроамериканци    | 1 (0,2%)    | 0 (0,0%)    |
| Азијати           | 0 (0,0%)    | 0 (0,0%)    |
| Хиспаноамериканци | 4 (0,9%)    | 30 (6,5%)   |
| Укупно            | 444         | 463         |